# Bifilídeos
Biphyllidae, ou escaravelhos de pele falsa, são uma família de escaravelhos, na subordem Polyphaga . Em todo o mundo, são conhecidas cerca de 195 espécies. Eles vivem sob a casca de árvores mortas e se alimentam de fungos. Ele contém os seguintes gêneros:
- Althaesia Pascoe, 1860

- Anchorius Casey, 1900

- Anobocaelus Sharp, 1902

- Biphyllus Dejean, 1821

- Diplocoelus Guérin-Méneville, 1836

- Euderopus Sharp, 1900

- Gonicoelus Sharp, 1900

- †Paleobiphyllus Makarov and Perkovsky 2019[3] Taimyr amber, Russia, Santonian